# Trebižat (rivière)
Trebižat est une rivière du sud de la Bosnie-Herzégovine. Elle est le principal affluent du fleuve Neretva.

## Géographie et hydrologie
La rivière Trebižat est située dans la région sud-ouest de la Bosnie-Herzégovine. Elle fait partie du bassin de la Neretva et elle est le plus important affluent de la Neretva.

### Rivière souterraine
Trebižat, qui est longue de 51 km, plonge régulièrement sous terre et ressort à la surface plusieurs fois lors de son parcours. Elle est la deuxième plus grande rivière partiellement souterraine en Bosnie-Herzégovine après la rivière Trebišnjica qui est la plus grande rivière de ce type au monde et qui fait aussi partie du bassin de la Neretva.
Le régime des eaux de la rivière Trebižat est affecté par l'absorption de son eau pour les centrales hydroélectriques, l'irrigation et la pisciculture sans mentionner les problèmes de pollution.
Elle coule à travers une région d'intérêt écologique remarquable, qui accueille des zones protégées telles que les formations de travertin proches des chutes de Kravice.
Bien qu'il y ait eu de nombreux impacts négatifs, ces dernières années, sur la rivière Trebižat, les analyses d'organismes aquatiques, l'écologie et la morphologie de la rivière montrent une grande diversité. Différentes actions sont entreprises dans le but de préserver la rivière ainsi que l'écosystème de la zone riparienne,. La région de la rivière a été évaluée du point de vue de la géographie, des conditions climatiques, du patrimoine historique, de la démographie, de la géologie (de la rivière et ses affluents), de l'hydrologie, de la morphologie, des caractéristiques écologiques, de la pollution, de l'utilisation et de la gestion.

### Neuf noms pour une rivière
Du fait que la rivière Trebižat disparaît et réapparaît diverses fois de sous la terre, les gens ont coutume de l'appeler avec des noms différents. Il y a neuf noms connus, chaque fois qu'elle refait surface tout le long de son cours : Vrlika - Tihaljina - Mlade - Culuša - Ričina - Brina - Suvaja (Posušje) - Matica - Trebižat (Ljubuški).

## Chutes d'eau

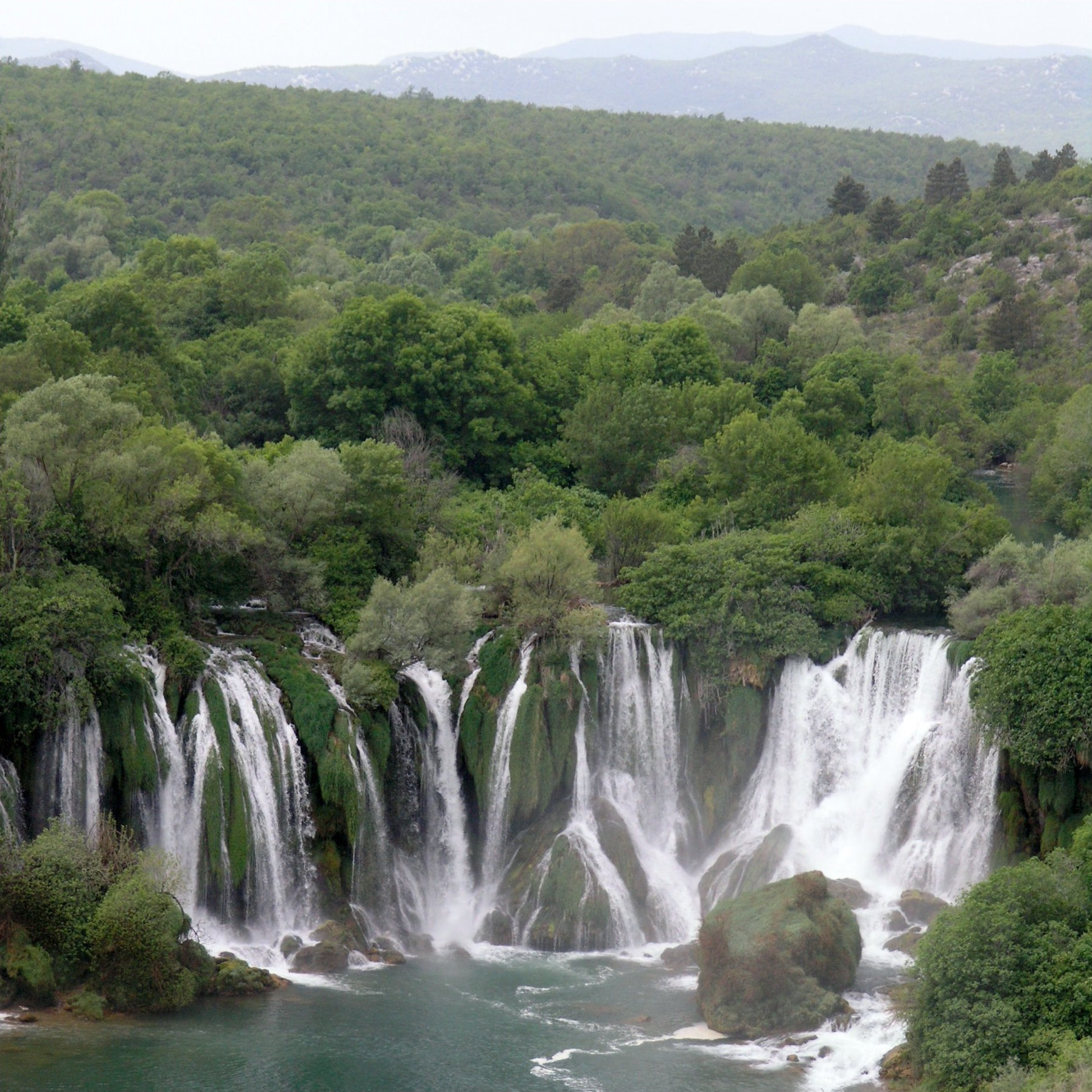
Les chutes de Kravica sur la rivière Trebižat.

### Les chutes de Kravica
Un site remarquable sur la Trebižat est constitué des cascades de Kravica, situées à Studenci près de Ljubuški. Ces chutes d'eau dont la hauteur varie de 26 à 28 mètres tombent d'un rebord en arc de cercle haut de 120 m. Les chutes laissent alors tomber une fine pluie faite d'eau et de boue qui a fait se développer une végétation endémique autour des chutes. Comme les cascades de Krka et les lacs de Plitvice, la rivière Trebižat a également un processus constant de dépôt de tuf naturel. Les barrières de travertin et ses cascades ne peuvent apparaitre que dans une eau de grande pureté, il n'est donc pas étrange que ce paysage naturel de la Trebižat ait été déclaré comme Parc Naturel. Autrefois, les chutes ont été utilisées pour actionner des moulins à eau

### La cascade Kočuša
Dans la localité Veljaci située en amont, on trouve la chute de Koćuša large de 30 m et profonde de 10 à 12 m. Au contraire aux chutes de Kravica, le débit de l'eau subit des variations saisonnières moins fortes. Les anciens moulins à eau près des chutes ont été conservés - certains sont encore en action - et peuvent être visités.